# Setophaga graciae
La reinita de Grace (Setophaga graciae), también denominada chipe pinero dorsiamarillo, chipe de ceja amarilla, chipe de Grace y reinita pinera, es una especie de ave paseriforme de la familia de los parúlidos que habita desde el suroeste de los Estados Unidos hasta Nicaragua. Es una especie parcialmente migratoria, asociada a tierras altas de bosques de pinos.